# Adult Video News
Adult Video News (nebo též AVN Magazine) je měsíčník, který informuje o pornografickém průmyslu. The New York Times uvádí, že AVN je v podstatě pornografická verze Billboardu. Společnost byla založena v roce 1983 Paulem Fishbeinem, Irv Slifkinem a Barrym Rosenblattem ve Filadelfii.
AVN rovněž sponzoruje AVN Awards, kde se předávají různá ocenění ve stylu Oscarů.